# Stephen Groombridge

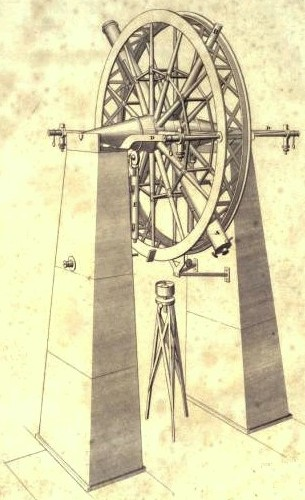
Instrument astronomique construit par Stephen Groombridge.

Stephen Groombridge (né le 7 janvier 1755 à Goudhurst et mort le 30 mars 1832  à Blackheath) est un astronome britannique.

## Biographie
En 1806, à l'aide d'un cercle méridien, Stephen Groombridge commença à compiler un catalogue d'étoiles allant jusqu'à la huitième ou la neuvième magnitude. Il passa dix années à faire des observations et dix autres années à traiter les données (corrections pour la réfraction, les erreurs d'instrument et les erreurs de temps).
En 1827 il souffrit d'une « sévère attaque de paralysie » de laquelle il ne se remit jamais totalement. D'autres personnes poursuivirent le travail, apportant les corrections pour l'aberration et la nutation entre autres, et son Catalogue of Circumpolar Stars (catalogue d'étoiles circumpolaires) fut publié en 1838. Une édition antérieure avait été publiée en 1833 mais elle contenait des erreurs et fut retirée.
Quelques années plus tard en 1842, Friedrich Wilhelm Argelander découvrit que l'une des étoiles de son catalogue, Groombridge 1830, possédait un mouvement propre très important. Pendant plusieurs décennies, son mouvement propre fut le plus élevé connu ; de nos jours, il occupe toujours le troisième rang.